# Сантиагу-ду-Касен (район)
Сантиагу-ду-Касен (порт. Santiago do Cacém) — район (фрегезия) в Португалии, входит в округ Сетубал. Является составной частью муниципалитета Сантиагу-ду-Касен. По старому административному делению входил в провинцию Байшу-Алентежу. Входит в экономико-статистический субрегион Алентежу-Литорал, который входит в Алентежу. Население составляет 7274 человека на 2001 год. Занимает площадь 116,79 км².